# Guerre paoliste-matristre
Guerre d'indépendance corse
La guerre paoliste-matristre est une guerre civile de deux ans, en parallèle avec la guerre d'indépendance corse. Il s'agissait d'une guerre entre les partisans de Pasquale Paoli et les partisans de Mariu Emmanuele Matra, aux projets politiques radicalement différents.

## Prélude
Alors que la guerre d'indépendance corse fait rage, le 16 avril 1755, contre l’avis de son père qui craint pour sa sécurité – le dernier Général de la Nation, Jean-Pierre Gaffory a été assassiné en 1753 – Pasquale Paoli débarque à Porraggia, près de l’embouchure du Golo, pour défendre sa cause. Il parvient à convoquer une consulte, qui se réunit à Caccia le 20 avril 1755, mais elle ne rassemble qu’une petite partie des pièves (les ancêtres génois des cantons). En effet, Paoli ne fait pas l’unanimité. De nombreuses grandes familles ne reconnaissent pas la légitimité de ce jeune homme idéaliste, comme les Matra, qui voudraient imposer comme généralissime Mariu Emmanuele Matra, le beau-frère de Gaffory. Les Matra considèrent également Paoli comme un arriviste.
Paoli établit la République corse, un état autoproclamé, met en place une constitution tirée des Lumières et monte une armée avec deux régiments de 300 hommes.
La riposte des opposants ne tarde pas, Matra annonce à Paoli qu'il a été élu Général de la nation par les opposants, Paoli, fou de rage, aurait déchiré la lettre, qui a fait office de casus belli. Les paolistes déclarent la guerre aux matristes, qui ont des projets politiques également radicalement du parti paoliste. Les deux hommes deviennent officiellement rivaux.

## Hostilités
Avec 200 hommes, Pascal Paoli prend d'assaut l’Alesani, fief des matristes. La bataille tourne rapidement à l'avantage des matristes et les paolistes battent en retraite.
Des escarmouches entrent les deux partis arrivent également de temps en temps durant les deux années consécutives.

## Embuscade et fin de la guerre
Le 28 mars 1757, Paoli est escorté par une partie de ses hommes près du couvent du Boziu, non loin d'Aléria. Les troupes de Pascal Paoli sont rapidement débordées par les matristes plus nombreux et les paolistes se cachent dans le couvent. La porte du couvent finie par être détruite et Pascal Paoli manque d'être capturé par les hommes de Matra.
Au même moment, les hommes de Matra sont surpris par l'arrière, tandis qu'un autre groupe de paolistes, dirigés par Clemente Paoli, les surprend par l'arrière, forçant les matristes à battre en retraite.
Mariu Emmanuele Matra en fuite avec ses partisans, est tué par les troupes de Clemente Paoli alors qu'il battait en retraite, mettant fin au conflit.